# Adolescent Sex
Adolescent Sex é o álbum de estreia da banda new romantic Japan, lançado em LP pela Ariola-Hansa[carece de fontes?] em março de 1978. Inclui a cover de "Don't Rain on My Parade", escrita por Jule Styne e Bob Merrill e popular na voz de Barbra Streisand no musical Funny Girl. De acordo com o site Nightporter, o disco foi lançado no Japão com alguns nomes de músicas trocados: "Transmission" teve seu nome trocado por "Invitation to Fascination", "Suburban Love" teve seu nome trocado por "Carousel of Love" e "Television" teve seu nome trocado por "Temptation Screen".
O Allmusic e o Nightporter citam também a edição remasterizada em CD, de 2004, que inclui os vídeos de "Don't Rain on My Parade", "Communist China" e duas versões de "Adolescent Sex" (uma delas num vídeo raro e alternativo).

## Faixas
Lado 1
1. Transmission
2. The Unconventional
3. Wish You Were Black
4. Performance
5. Lovers on Main Street
6. Don't Rain on My Parade

Lado 2
1. Suburban Love
2. Adolescent Sex
3. Communist China
4. Television

## Formação
- David Sylvian - vocal e guitarra base
- Mick Karn - baixo, vocais
- Richard Barbieri - teclado, vocais
- Rob Dean - guitarra, vocais
- Steve Jansen - bateria, percussão, vocais

De acordo com a página Life in Tokyo.